# Cerisano
Cerisano – miejscowość i gmina we Włoszech, w regionie Kalabria, w prowincji Cosenza.
Według danych na rok 2004 gminę zamieszkiwało 3292 osób, 216 os./km².
Urodził tu się dyplomata papieski abp Saverio Zupi.